# 1996-os junior atlétikai világbajnokság
Az 1996-os junior atlétikai világbajnokság volt a hatodik junior vb. 1996. augusztus 20-tól augusztus 25-ig rendezték az ausztráliai Sydney-ben.

## Eredmények

### Férfiak
| Versenyszám        | Arany                            | Arany       | Ezüst                                      | Ezüst    | Bronz                   | Bronz    |
| ------------------ | -------------------------------- | ----------- | ------------------------------------------ | -------- | ----------------------- | -------- |
| 100 m              | Francis Obikwelu · NGR           | 10.21       | Seun Ogunkoya · NGR                        | 10.25    | Francesco Scuderi · ITA | 10.43    |
| 200 m              | Francis Obikwelu · NGR           | 20.47       | Riaan Dempers · RSA                        | 20.96    | Bryan Harrison · USA    | 21.10    |
| 400 m              | Obea Moore · USA                 | 45.27       | Jerome Davis · USA                         | 45.86    | Shane Niemi · CAN       | 45.94    |
| 800 m              | Joseph Mutua · KEN               | 1:48.21     | Tom Lerwill · GBR                          | 1:48.40  | Grant Cremer · AUS      | 1:48.46  |
| 1500 m             | Shadrack Langat · KEN            | 3:38.96     | Mohamed Yagoub Babiker · SUD               | 3:39.17  | Miloud Abaoub · ALG     | 3:39.37  |
| 5000 m             | Assefa Mezegebu · ETH            | 13:35.30 CR | David Chelule · KEN                        | 13:36.27 | Aaron Gabonewe · RSA    | 13:46.19 |
| 10 000 m           | Assefa Mezegebu · ETH            | 28:27.78    | David Chelule · KEN                        | 28:29.14 | Tetsuhiro Furuta · JPN  | 28:31.61 |
| 110 m gát          | Yoel Hernández · CUB             | 13.83       | Tomasz Scigaczewski · POL                  | 13.88    | Jovesa Naivalu · FIJ    | 13.91    |
| 400 m gát          | Mubarak Al-Nubi · QAT            | 49.07 CR    | Llewellyn Herbert · RSA                    | 49.15    | Angelo Taylor · USA     | 50.18    |
| 3000 m akadály     | Julius Chelule · KEN             | 8:33.09     | Kipkurui Misoi · KEN                       | 8:33.31  | Ali Ezzine · MAR        | 8:35.60  |
| 10 000 m gyaloglás | Francisco Javier Fernández · ESP | 40:38.25    | David Márquez · ESP                        | 41:03.73 | Nathan Deakes · AUS     | 41:11.44 |
| 4 × 100 m váltó    | USA                              | 39.36       | FRA                                        | 39.47    | AUS                     | 39.62    |
| 4 × 400 m váltó    | USA                              | 3:03.65     | JPN                                        | 3:06.01  | GBR                     | 3:06.76  |
| magasugrás         | Mark Boswell · CAN               | 2.24        | Ben Challenger · GBR · Svatoslav Ton · CZE | 2.21     |                         |          |
| rúdugrás           | Paul Burgess · AUS               | 5.35        | Patrik Kristiansson · SWE                  | 5.30     | Danny Ecker · GER       | 5.30     |
| távolugrás         | Olekszij Lukasevics · UKR        | 7.91        | Raúl Fernández · ESP                       | 7.75     | Nathan Morgan · GBR     | 7.74     |
| hármasugrás        | René Hernández · CUB             | 16.50       | Michael Calvo · CUB                        | 16.17    | Ionut Punga · ROM       | 16.15    |
| súlylökés          | Ralf Bartels · GER               | 18.71       | Justin Anlezark · AUS                      | 18.21    | Clay Cross · AUS        | 17.69    |
| diszkoszvetés      | Casey Malone · USA               | 56.22       | Varga Roland · HUN                         | 55.20    | Frank Casañas · CUB     | 54.86    |
| gerelyhajítás      | Sergey Voynov · UZB              | 79.78       | Harri Haatainen · FIN                      | 76.12    | Steven Madeo · AUS      | 73.88    |
| kalapácsvetés      | Maciej Palyszko · POL            | 71.24       | Vadim Devyatovskiy · BLR                   | 70.88    | Roman Konyevcov · RUS   | 70.32    |
| tízpróba           | Zsivoczky Attila · HUN           | 7582        | Dean Macey · GBR                           | 7480     | Chiel Warners · NED     | 7368     |

### Nők
| Versenyszám      | Arany                     | Arany    | Ezüst                    | Ezüst    | Bronz                     | Bronz    |
| ---------------- | ------------------------- | -------- | ------------------------ | -------- | ------------------------- | -------- |
| 100 m            | Nora Ivanova · BUL        | 11.32    | Andrea Anderson · USA    | 11.43    | Esther Möller · GER       | 11.46    |
| 200 m            | Sylviane Félix · FRA      | 23.16    | Lauren Hewitt · AUS      | 23.32    | Nora Ivanova · BUL        | 23.59    |
| 400 m            | Andreea Barlacu · ROM     | 52.32    | Suziann Reid · USA       | 53.17    | Rosemary Hayward · AUS    | 53.28    |
| 800 m            | Claudia Gesell · GER      | 2:02.67  | Kathleen Friedrich · GER | 2:02.70  | Jebet Langat · KEN        | 2:03.21  |
| 1500 m           | Kutre Dulecha · ETH       | 4:08.65  | Jackline Maranga · KEN   | 4:08.98  | Shura Hutesa · ETH        | 4:09.49  |
| 3000 m           | Anita Weyermann · SUI     | 8:50.73  | Edna Kiplagat · KEN      | 8:53.06  | Etaferahu Tarekegne · ETH | 8:53.77  |
| 5000 m           | Ayelech Worku · ETH       | 15:40.03 | Olivera Jevtić · YUG     | 15:40.59 | Cristina Iloc · ROM       | 15:41.44 |
| 100 m gát        | Joyce Bates · USA         | 13.27    | Glory Alozie · NGR       | 13.30    | Tan Yali · CHN            | 13.37    |
| 400 m gát        | Ulrike Urbansky · GER     | 56.65    | Vicki Jamison · GBR      | 57.57    | Tanya Jarrett · JAM       | 57.91    |
| 5000 m gyaloglás | Irina Sztankina · RUS     | 21:31.85 | Olga Panfjorova · RUS    | 21:52.27 | Claudia Iovan · ROM       | 21:57.11 |
| 4 × 100 m váltó  | USA                       | 43.79    | JAM                      | 44.26    | GER                       | 44.57    |
| 4 × 400 m váltó  | GER                       | 3:31.12  | ROM                      | 3:32.16  | AUS                       | 3:32.47  |
| magasugrás       | Julija Ljahova · RUS      | 1.93     | Győrffy Dóra · HUN       | 1.91     | Szvetlana Lapina · RUS    | 1.91     |
| távolugrás       | Guan Yingnan · CHN        | 6.53     | Cristina Nicolau · ROM   | 6.47     | Johanna Halkoaho · FIN    | 6.38     |
| hármasugrás      | Tereza Marinova · BUL     | 14.62 CR | Cristina Nicolau · ROM   | 13.64    | Adelina Gavrila · ROM     | 13.50    |
| súlylökés        | Song Feina · CHN          | 16.58    | Nadine Beckel · GER      | 16.39    | Yelena Ivanenko · BLR     | 16.22    |
| diszkoszvetés    | Ma Shuli · CHN            | 56.32    | Seilala Sua · USA        | 56.32    | Zhang Yaqing · CHN        | 55.70    |
| gerelyhajítás    | Osleidys Menéndez · CUB   | 60.96    | Szabó Nikolett · HUN     | 58.34    | Bina Ramesh · FRA         | 57.70    |
| hétpróba         | Jelizaveta Saligina · RUS | 5711     | Johanna Halkoaho · FIN   | 5656     | Hana Doleželová · CZE     | 5504     |

## Éremtáblázat
| Helyezés | Ország                  | Arany | Ezüst | Bronz | Összesen |
| -------- | ----------------------- | ----- | ----- | ----- | -------- |
| 1.       | Egyesült Államok        | 6     | 4     | 2     | 12       |
| 2.       | Németország             | 4     | 2     | 3     | 9        |
| 3.       | Etiópia                 | 4     | 0     | 2     | 6        |
| 4.       | Kenya                   | 3     | 5     | 1     | 9        |
| 5.       | Oroszország             | 3     | 1     | 2     | 6        |
| 6.       | Kuba                    | 3     | 1     | 1     | 5        |
| 7.       | Kína                    | 3     | 0     | 3     | 6        |
| 8.       | Nigéria                 | 2     | 2     | 0     | 4        |
| 9.       | Bulgária                | 2     | 0     | 1     | 3        |
| 10.      | Románia                 | 1     | 3     | 4     | 8        |
| 11.      | Magyarország            | 1     | 3     | 0     | 3        |
| 12.      | Ausztrália              | 1     | 2     | 7     | 10       |
| 13.      | Spanyolország           | 1     | 2     | 0     | 3        |
| 14.      | Franciaország           | 1     | 1     | 1     | 3        |
| 15.      | Lengyelország           | 1     | 1     | 0     | 2        |
| 16.      | Kanada                  | 1     | 0     | 1     | 2        |
| 17.      | Katar                   | 1     | 0     | 0     | 1        |
| =        | Svájc                   | 1     | 0     | 0     | 1        |
| =        | Ukrajna                 | 1     | 0     | 0     | 1        |
| =        | Üzbegisztán             | 1     | 0     | 0     | 1        |
| 21.      | Egyesült Királyság      | 0     | 4     | 2     | 6        |
| 22.      | Dél-afrikai Köztársaság | 0     | 2     | 1     | 3        |
| =        | Finnország              | 0     | 2     | 1     | 3        |
| 24.      | Fehéroroszország        | 0     | 1     | 1     | 2        |
| =        | Jamaica                 | 0     | 1     | 1     | 2        |
| =        | Japán                   | 0     | 1     | 1     | 2        |
| 27.      | Csehország              | 0     | 1     | 0     | 1        |
| =        | Jugoszlávia             | 0     | 1     | 0     | 1        |
| =        | Svédország              | 0     | 1     | 0     | 1        |
| =        | Szudán                  | 0     | 1     | 0     | 1        |
| 31.      | Algéria                 | 0     | 0     | 1     | 1        |
| =        | Fidzsi-szigetek         | 0     | 0     | 1     | 1        |
| =        | Hollandia               | 0     | 0     | 1     | 1        |
| =        | Marokkó                 | 0     | 0     | 1     | 1        |
| =        | Olaszország             | 0     | 0     | 1     | 1        |
| Összesen | Összesen                | 41    | 42    | 40    |          |